# 240
El año 240 (CCXL) fue un año bisiesto comenzado en miércoles del calendario juliano, en vigor en aquella fecha.
En el Imperio romano el año fue nombrado como el del consulado de Sabino y Venusto o, menos comúnmente, como el 993 Ab urbe condita, siendo su denominación como 240 posterior, de la Edad Media, al establecerse el Anno Domini.

## Acontecimientos

### Por lugar

#### Imperio romano
- El Imperio romano es atacado en varios frentes a la vez. Revueltas en África y las tribus al noroeste de Germania, bajo el nombre de los francos, están atacando la frontera del Rin.
- Es aplastada la revuelta de Sabiniano en África.

#### Asia
- Maharaja Sri-Gupta se convierte en emperador de Gupta.

#### Persia
- Ardashir I, rey sasánida de Persia, destruye Hatra.
- Shapur I se convierte en coemperador con su padre Ardashir I.
- Cae el Imperio kushán.

### Por tópico

#### Religión
- En la corte de Ardashir I, Mani, un joven místico de Ctesifonte, se proclama profeta y predica su doctrina, el maniqueísmo, a través del Imperio persa. Es una religión de carácter dualista que se propagó rápidamente, provocando la hostilidad de los líderes del zoroastrismo.[1]

## Nacimientos
- Lactancio, escritor cristiano (m. 320) (fecha aproximada).
- Espero de Nicea, matemático y astrónomo griego (fecha aproximada).
- Zenobia, reina del Imperio de Palmira (m. 274).

## Fallecimientos
- Amonio Sacas, filósofo neoplatónico (fecha aproximada).
- Huang Quan, general del Segundo Reino de Shu.
- Rey Midang, el rey de la tribu de Qiang.
- Zhou Fang, general del Reino de Wu.